# Subprefeitura de São Mateus
A Subprefeitura de São Mateus é uma das 32 subprefeituras da cidade de São Paulo, sendo regida pela Lei nº 13.999 de 1º de agosto de 2002.
É composta de três distritos, São Mateus, São Rafael e Iguatemi, que somados representam uma área de 45,8 km², e habitada por mais de 426 mil pessoas (Censo do IBGE de 2010). 

## História
A história da região de São Mateus, na cidade de São Paulo, remonta ao século XIX. Em 1842, a área correspondia a uma fazenda de propriedade de João Francisco Rocha, dedicada à criação de animais como cavalos, carneiros e bois. Posteriormente, a fazenda foi adquirida por Antônio Cardoso de Siqueira, que dividiu o terreno em cinco glebas.
No século XX, durante a década de 1940, a área passou a ser conhecida como Fazenda Rio das Pedras. Em 1946, uma parcela de 50 alqueires foi adquirida pela Família Bei, composta por Matteo e Salvatore Bei, resultando na criação da Fazenda São Mateus. Dois anos depois, em 1948, Matteo Bei iniciou o processo de loteamento do terreno, com a venda dos primeiros lotes. Esse empreendimento deu origem ao bairro de São Mateus. A inauguração do loteamento foi marcada pela celebração de uma missa em 8 de dezembro de 1948, conduzida por Dom Antônio de Macedo.
O nome "Cidade São Mateus" foi escolhido em homenagem a Matteo Bei, refletindo a visão da família de que o bairro se desenvolveria significativamente. Matteo Bei também foi homenageado com a nomeação da principal avenida do bairro, a Avenida Matteo Bei.
O desenvolvimento da região contou com o trabalho de Nildo Gregório da Silva, responsável pela abertura de ruas, incluindo a Avenida Matteo Bei. Silva também fundou, em 1952, a Associação Divulgadora "A Voz da Colina", uma entidade destinada a reivindicar melhorias para a região, como transporte, saúde, educação e lazer.
Com o tempo, os descendentes de Matteo Bei continuaram a expandir o bairro, adquirindo terras da antiga Fazenda do Oratório e promovendo novos loteamentos, contribuindo para o crescimento de São Mateus. Matteo Bei faleceu em 11 de maio de 1956, deixando um legado de desenvolvimento e fortalecimento comunitário para a região..

## Expansão
O desenvolvimento de São Mateus esteve associado a esforços comunitários e à solidariedade entre os moradores. Após sua fundação, o bairro começou a atrair comércio, com o primeiro ponto comercial, o Empório do Eustáquio, inaugurado em 1949, seguido pelo Empório do Maninho em 1950. O valor dos lotes na Avenida Matteo Bei aumentava gradualmente, e a Loteadora Bei Filho fornecia materiais básicos, como telhas e tijolos, para os novos proprietários, promovendo a construção por meio de mutirões.
No entanto, a infraestrutura inicial era precária, especialmente no transporte. Os moradores dependiam da jardineira de Manuel, um veículo conhecido como pau-de-arara, para deslocar-se até o Largo do Carrão. Em 1950, ônibus começaram a operar na região, mas as condições das vias dificultavam o trajeto, agravadas pela necessidade de baldeações em dias de chuva. Em 1952, foi inaugurada a primeira linha de ônibus coletivo, operada pela empresa Cometa, conectando o bairro à Avenida Sapopemba.
Durante a década de 1950, a comunidade se organizou para reivindicar melhorias, como escolas, iluminação pública, e redes de água e esgoto. A primeira escola foi construída em 1955, após esforços comunitários e pressão por melhores condições educacionais. A estrutura inicial era um galpão de madeira.
O crescimento populacional levou à implantação de novos serviços e equipamentos públicos ao longo das décadas seguintes. Em 2019, o transporte público foi ampliado com a inauguração de uma estação de monotrilho em São Mateus, e uma segunda estação foi aberta em 2021, no Jardim Colonial. O transporte, entretanto, permanece como um desafio, devido à superlotação e congestionamentos.
Atualmente, São Mateus conta com uma rede diversificada de comércio, serviços e infraestrutura urbana. A inauguração de um Cartório de Registro Civil em 2000 e o avanço no transporte público são exemplos dos progressos alcançados pela comunidade. Apesar disso, demandas por novas melhorias continuam a impulsionar os esforços locais.

## Cronologia
1842 - Área ocupada por uma fazenda de João Francisco Rocha, dedicada à criação de cavalos, carneiros e bois.
Década de 1940 - A propriedade passa a ser chamada de Fazenda Rio das Pedras.
1946
- A gleba de 50 alqueires é vendida à família Bei (Matteo e Salvatore Bei), marcando o início da Fazenda São Mateus.
- Nildo Gregório da Silva começa a abertura de ruas, utilizando burros, iniciando pela Avenida Matteo Bei e a Avenida Rio das Pedras.

1948
- Matteo Bei decide lotear a área, com vendas bem-sucedidas. As casas começam a ser construídas em mutirões.
- O bairro recebe o nome "Cidade São Mateus", em homenagem ao patriarca Matteo Bei, escolhido por Salvador Bei.

1949 - Inauguração do primeiro ponto comercial, o Empório do Eustáquio, seguido pelo Empório do Maninho em 1950.
1950
- Implantação de uma linha de ônibus até a Avenida João XXIII. As condições das ruas dificultavam o trajeto, especialmente em dias de chuva.
- Os moradores começam a se organizar para reivindicar melhorias como escolas, iluminação e transporte.

1952
- Fundação da Associação Divulgadora "A Voz da Colina", por Nildo Gregório, para promover melhorias na região.
- Início da primeira linha de ônibus coletivo da Empresa Cometa, conectando o bairro à Avenida Sapopemba.
- O estupro de uma estudante acelera a luta pela construção de uma escola no bairro.

1955 - Construção do primeiro estabelecimento educacional, em um galpão de madeira.
1956 - Falecimento de Matteo Bei, em 11 de maio.
1958 - Ereção canônica da primeira paróquia da Igreja Católica no bairro.
1986 - Criação da Administração Regional de São Mateus, em 21 de setembro.
1988 - Inauguração do Terminal Metropolitano de Ônibus de São Mateus, parte do Corredor Metropolitano ABD.
2000 - Instalação do primeiro cartório de registro civil no distrito.
2002 - A Administração Regional é elevada ao status de Subprefeitura, por meio da Lei 13.999.
2019 - Inauguração do monotrilho em São Mateus, com a estação na Praça Felisberto Fernandes da Silva, em 16 de dezembro.
2021 - A Estação Jardim Colonial do metrô é inaugurada em dezembro.
2022 - Lançamento da obra de construção da Estação Jacu-Pêssego do monotrilho, em 15 de dezembro.

## Distritos

### São Mateus
Área: 13,20 km²
População (2020): 155.140 habitantes.
Densidade demográfica: 10.908 (habitantes/km²)
Bairros: Cidade Centenário, Cidade São Mateus, Cidade Satélite Santa Bárbara, Jardim Cinco de Julho, Jardim Egle, Jardim Imperador, Jardim Itápolis, Jardim Nove de Julho, Jardim Paraguaçu, Jardim Santa Adélia, Jardim São Cristóvão, Jardim São José, Jardim Tietê, Jardim Valquiria, Parque Colonial, Parque Industrial São Lourenço, São Mateus e Fazenda da Juta.

### São Rafael
Área: 13 km²
População (2010): 143.992 habitantes.
Densidade demográfica: 11.934 (habitantes/km²)
Bairros: Carrãozinho, Conjunto Promorar Rio Claro, Jardim Alto Alegre, Jardim Bandeirante, Jardim Buriti, Jardim Colorado, Jardim Santo André, Jardim São Francisco, Jardim São João, Jardim Vera Cruz, Jardim Vila Carrão, Núcleo Residencial Morro do Sabão, Parque das Flores, Parque São Rafael, Vila Ester.

### Iguatemi
Área: 19,60 km²
População (2010): 127.662 habitantes.
Densidade demográfica: 6.513 (habitantes/km²)
Bairros: Iguatemi, Jardim Alto Alegre, Jardim Arantes, Jardim Augusto, Jardim da Conquista, Jardim Nova Vitória, Jardim da Laranjeira, Jardim das Rosas, Jardim Iguatemi, Jardim Laranjeiras, Jardim Limoeiro, Jardim Maria Lídia, Jardim Marilu, Jardim Ricardo, Jardim Roseli, Jardim São Benedito, Jardim São Gonçalo, Núcleo Residencial São João, Palanque, Parque Boa Esperança, Recanto Alegre, Recanto Verde do Sol, Terceira Divisão, Vila Palma, Vila Bela.